# KGHM International
KGHM International Ltd. (wcześniej – Quadra FNX Mining Ltd) – kanadyjskie przedsiębiorstwo przemysłu wydobywczego, zajmujące się pozyskiwaniem miedzi, niklu, platyny, palladu, złota, kobaltu i molibdenu ze złóż w Nevadzie, Arizonie (Stany Zjednoczone), w Chile, na Grenlandii oraz w Kraterze Sudbury (prowincja Ontario w Kanadzie). KGHM International Ltd. od 5 marca 2012 jest spółką zależną, w pełni kontrolowaną przez polskiego potentata branży miedziowej KGHM Polska Miedź SA.
6 grudnia 2011 zarządy KGHM Polska Miedź SA oraz Quadra FNX Mining Ltd. podpisały umowę w sprawie przejęcia kanadyjskiego przedsiębiorstwa przez polskiego potentata branży wydobywczej. 20 lutego 2012 walne zgromadzenie akcjonariuszy Quadra FNX Mining Ltd. zaakceptowało transakcję przyjaznego przejęcia 100% akcji spółki Quadra FNX przez KGHM Polska Miedź SA, a 5 marca 2012 transakcja powyższa została zamknięta. Odtąd Quadra FNX funkcjonuje pod nową nazwą KGHM International Ltd.
Wartość transakcji wyniosła około 2,8 mld USD. Zakup został sfinansowany ze środków własnych KGHM. Po przejęciu wielkość wspólnej bazy zasobowej liczonej w milionach ton miedzi w złożu (według danych z 2010) wynosi 37,4 mln ton (czwarte miejsce na świecie). Łączona roczna produkcja miedzi (według danych z 2010) wynosi odtąd 526 tys. ton (ósmy wynik na świecie).